# Isobel Christiansen
Isobel „Izzy“ Mary Christiansen  (* 20. September 1991 in Macclesfield, Vereinigtes Königreich) ist eine englische ehemalige Fußballnationalspielerin.

## Karriere

### Verein
Christiansen spielte von 2008 bis 2009 beim englischen Erstligisten Everton LFC. Für Everton hatte sie mit 18 Jahren einen 12-minütigen Einsatz im Sechzehntelfinale der UEFA Women’s Champions League 2009/10 beim 0:3  gegen den norwegischen Meister Røa IL. Beim 2:0-Sieg im Rückspiel, der nicht zum Weiterkommen reichte, kam sie nicht zum Einsatz. Ab 2009 spielte sie dann für Birmingham City LFC und wurde mit dem Verein zweimal Vizemeister (2011 und 2012) und 2012 Pokalsieger. In der UEFA Women’s Champions League 2012/13 scheiterte sie mit Birmingham wieder im Sechzehntelfinale, diesmal nach einem 2:0-Heimsieg und einer 0:3-Niederlage nach Verlängerung im Rückspiel am italienischen Vizemeister ASD CF Bardolino. Ein Jahr später erreichte Birmingham in der UEFA Women’s Champions League 2013/14 sogar das Halbfinale, Christiansen kam aber nur in den Spielen des Sechzehntel- und Achtelfinales zum Einsatz, in denen sie gegen den russischen Meister FC Sorki Krasnogorsk in beiden Spielen je ein Tor erzielte. Da sie Anfang 2014 zum Liganeuling Manchester City wechselte, konnte sie den weiteren Weg ihrer vorherigen Mannschaft nicht mehr mitgehen. Mit Manchester errang sie 2016 die Meisterschaft und nahm in der Saison 2016/17 an der UEFA Women’s Champions League teil. Hier erreichte sie das Halbfinale, wo wie im folgenden Jahr an Titelverteidiger Olympique Lyon scheiterten. Danach wechselte sie zum Gegner, mit dem sie im Halbfinale des Women's International Champions Cup am 27. Juli 2018 auf ihre vormalige Mannschaft traf und mit 3:0 gewann, wobei sie zur zweiten Halbzeit eingewechselt wurde. Auch im Finale, das mit 0:1 gegen North Carolina Courage verloren wurde, wurde sie zur zweiten Halbzeit eingewechselt. Bei der zweiten Austragung im August 2019, die Lyon gewann, kam sie nicht zum Einsatz. In der  UEFA Women’s Champions League 2019/20 hatte sie je einen Einsatz im Sechzehntel- und Achtelfinale. Anfang 2020 kehrte sie zum FC Everton zurück. Sie kam aber in der COVID-19-bedingt abgebrochenen FA Women’s Super League 2019/20, die Everton als Sechster beendete, nicht mehr zum Einsatz.

### Nationalmannschaften
Christiansen nahm mit der englischen U-17-Nationalmannschaft als eine von vier Mannschaften an der ersten U-17-Europameisterschaft 2008 teil. Die Engländerinnen konnten zwar kein Spiel gewinnen, durch die Teilnahme hatten sie sich aber schon für die erste U-17-Weltmeisterschaft 2008 qualifiziert. Dort wurde sie nur im mit 0:3 gegen Deutschland verlorenen Spiel um Platz 3 verletzungsbedingt nicht eingesetzt. Im Viertelfinale gegen Japan hatte sie in der ersten Minute der Nachspielzeit das Tor zum 2:2-Ausgleich geschossen, das eine Verlängerung ermöglichte, die aber torlos blieb, so dass das Spiel im Elfmeterschießen entschieden werden musste.
Mit der englischen U-19-Nationalmannschaft nahm sie an den U-19-Europameisterschaften 2009 und 2010 teil. Dabei erreichten sie jeweils das Finale. 2009 gewannen die Engländerinnen durch ein 2:0 gegen Schweden erstmals den Titel, 2010 verloren sie gegen Frankreich mit 1:2. Im Halbfinale 2010 hatten sie sich nach torlosen 120 Minuten im Elfmeterschießen gegen die Niederländerinnen durchgesetzt, wobei sie zu den erfolgreichen Schützinnen gehörte. Durch den Einzug ins Halbfinale 2009 hatte sie sich auch für die U-20-Fußball-Weltmeisterschaft der Frauen 2010 in Deutschland qualifiziert. Hier kam sie in den drei Gruppenspielen zum Einsatz. Da aber nur im ersten Spiel beim 1:1 gegen Nigeria ein Punkt gewonnen wurde, gegen Mexiko und Japan aber verloren wurde (0:1 bzw. 1:3), schieden die Engländerinnen als Gruppenletzte aus.
Im Juli 2013 nahm sie mit der britischen Studentinnenmannschaft an der Sommer-Universiade in Kasan teil, bei der die Britinnen die Goldmedaille gewannen.
Am 21. September 2015 hatte sie dann ihren ersten Einsatz in der A-Nationalmannschaft: Beim 8:0 im ersten EM-Qualifikationsspiel gegen Estland erzielte sie dann auch gleich ihr erstes Länderspieltor zum zwischenzeitlichen 5:0. Insgesamt kam sie in vier Qualifikationsspielen zum Einsatz. Sie wurde dann auch für den EM-Kader nominiert und in den Gruppenspielen gegen Portugal und Spanien eingesetzt. Im Halbfinale scheiterten die Engländerinnen dann am Gastgeber und späteren Europameister Niederlande.
Im März 2019 gewann sie mit der Mannschaft erstmals den SheBelieves Cup. Beim 3:0 gegen Japan zog sie sich aber eine Verletzung zu, so dass sie operiert werden musste. Für die WM 2019 konnte sie daher nicht nominiert werden und wurde auch danach noch nicht wieder berücksichtigt.
Am 25. Mai 2023 gab sie ihr Karriereende bekannt.

## Erfolge
- Englische Meisterin 2016 (mit Manchester City)
- Englische Pokalsiegerin 2011/12 (mit Birmingham City, ohne Einsatz im Finale) und 2016/2017 (mit Manchester City, 1 Tor beim 4:1-Finalsieg),
- FA WSL Cup-Siegerin 2014 und 2016 (mit Manchester City, 2014 Schützin des einzigen Finaltores[9])
- SheBelieves Cup-Siegerin 2019
- Französische Meisterin 2018/19
- UEFA Women’s Champions-League-Siegerin 2018/19 (ohne Finaleinsatz)

## Auszeichnungen
- 2015/16: PFA Women's Players' Player of the Year[10]